# Ермошкин, Никита Григорьевич
Никита Григорьевич Ермошкин (1885, Рязанская губерния — 1918, Терская область) — революционный деятель начала XX века, участник гражданской войны, участник борьбы за установление советской власти в Дагестане.

## Биография
Никита Григорьевич родился в селе Сергиевка Константиновской волости Сапожковского уезда Рязанской губернии в семье батрака.

В поисках работы попал в город Петровск-Порт, где устроился бондарем на механический бондарный завод. На заводе примнул к социал-демократическому кружку. В 1914 году возглавил антивоенную группу среди рабочих. После Февральской революции избран в Петровский совет рабочих и солдатских депутатов. В ноябре 1917 года вошёл в состав Военно-революционного комитета г. Петровск-Порт, создал дружину из рабочих по борьбе с контрреволюционерами, позже дружина была преобразована в красноармейский отряд.

В мае 1918 года назначен руководителем продовольственного отдела в Порт-Петровском Совдепе. В сентябре 1918 года город был захвачен бичераховцами. После тяжёлых боёв красноармейский отряд во главе с Ермошкиным вынужден был отступить на остров Чечень, где был окружён и разоружён белогвардейцами. В середине сентября все бойцы отряда были расстреляны у станицы Новотеречной Кизлярского отдела Терской области.

## Память
Именем Ермошкина названы улицы в городах Махачкала (быв. Степная), Буйнакск, и в селах Магарамкент и Крайновка.
 Его именем был назван Махачкалинский бондарный завод. На территории завода ему был установлен памятник. Кроме того, памятники установлены на острове Чечень и в селе Крайновка; на месте расстрела воздвигнут обелиск.